# Concerto Copenhagen
Danmarks barokorkester Concerto Copenhagen et af verdens førende barokorkestre.

## Historie
Danmarks barokorkester Concerto Copenhagen spillede sine første koncerter i 1991 og har siden udviklet sig til Skandinaviens førende barokorkester.
I 1999 blev den internationalt anerkendte cembalist, Lars Ulrik Mortensen, tilknyttet som orkestrets kunstneriske leder. 
Orkestret har formået at kombinere et repertoire bestående af velkendt europæisk musik med mindre kendte værker af skandinavisk oprindelse.
Gennem årene har Concerto Copenhagen samarbejdet med mange af tidens store internationalt kendte kunstnere inden for den tidlige musik som f.eks. Emma Kirkby, Andreas Scholl, Anne Sofie von Otter, Sonia Prina, Vivica Genaux, Andrew Manze, Andrew Lawrence-King, Reinhard Goebel, Ronald Brautigam, Jordi Savall og Alfredo Bernardini.
Fra 2015 til medio 2017 var den danske komponist Karl Aage Rasmussen tilknyttet som huskomponist.
Concerto Copenhagen har udgivet CD-indspilninger på CPO, Deutsche Grammophon og BIS, såvel som DVD-produktioner på Harmonia Mundi og Decca.
Orkestret har spillet turnéer i USA, Japan, Brasilien, Mexico, Australien og Kina. 
Orkestret er støttet af Statens Kunstråd og er Danmarks mest musikeksporterende klassiske ensemble.

## Kunstnerisk leder
Lars Ulrik Mortensen (f.1955) har siden 1999 været orkestrets kunstneriske leder. 
Mortensen studerede på Det Kgl. danske Musikkonservatorium (cembalo hos Karen Englund, generalbas hos Jesper Bøje Christensen) og herefter hos Trevor Pinnock i London. Fra 1988 til 1990 var Lars Ulrik Mortensen cembalist i det kendte engelske ensemble "London Baroque" og indtil 1993 i "Collegium Musicum 90" under Simon Standage's ledelse. Siden da giver han koncerter som solist og kammermusiker i hele Europa, USA, Mexico, Sydamerika, Australien, Kina og Japan.
Lars Ulrik Mortensen modtog Jacob Gade-legatet i 1979 og Musikanmelderringens Kunstnerpris i 1984, og han blev i år 2000 udnævnt til “Årets danske klassiske musiknavn”. I 2007 modtog han dansk musiklivs fornemste udmærkelse, Léonie Sonnings Musikpris, og i 2008 udnævntes han til medlem af Kungliga Musikaliska Akademien i Stockholm.

## Diskografi
- K.AA. Rasmussen: De fire årstider efter Vivaldi (Dacapo, 2019)
- J.S. Bach: Brandenburgkoncerterne (CPO, 2018
- Bo Holten: Gesualdo - Shadows (Dacapo, 2018)
- N.W. Gade: Elverskud (Dacapo, 2018)
- J.S. Bach: Harpsichord Concertos Vol. 3 (CPO, 2015)
- J.S. Bach: H-Mol messen (CPO, 2015)
- J.S. Bach: Violin Concertos BWV 1041-1043 & 1060R (CPO, 2014)
- G.F. Händel: Concerti Grossi, Op. 3 Nos. 1-6 (CPO, 2010)
- G.F. Händel: Partenope (Decca, 2009)
- J.S. Bach: Vocal Works (Deutsche Grammophon, 2009)
- G.F. Händel: Giulio Cesare (Harmonia Mundi, 2007)
- J.G.W. Palschau, J.A.P. Schulz: Harpsichord Concertos (Dacapo, 2007)
- J.S. Bach: Harpsichord Concertos Vol 2. (CPO, 2006)
- G. Gerson, F.L.Æ. Kunzen: Symphonies (CPO, 2005)
- J. Haydn: Keyboard Concertos (BIS, 2004)
- J.S. Bach: Harpsichord Concertos Vol. 1 (CPO, 2003)
- J.E. Hartmann: Complete Symphonies (CPO, 2003)
- C.E.F. Weyse: Symphonies 1 & 7 (Classico, 2002)
- J.A. Scheibe: Sinfonias (Chandos, 1994)
- Scheibe, Agrell & Hasse: Flute Concertos (Chandos, 1993)